# Lentegí
Lentegí, également orthographié Lentejí, est une municipalité de la province de Grenade, dans la communauté autonome d'Andalousie en Espagne.

## Géographie
La commune est attenante aux municipalités de Otívar, Albuñuelas, Jete, Guaja De Faragüilt nommé aussi Los Guájares

## Administration
| Période                                  | Période | Identité             | Étiquette | Qualité |
| ---------------------------------------- | ------- | -------------------- | --------- | ------- |
| 1979                                     | 1983    |                      |           |         |
| 1983                                     | 1987    |                      |           |         |
| 1987                                     | 1991    |                      |           |         |
| 1991                                     | 1995    |                      |           |         |
| 1995                                     | 1999    |                      |           |         |
| 1999                                     | 2003    |                      |           |         |
| 2003                                     | 2007    |                      |           |         |
| 2007                                     | 2011    | Ángel Fajardo Franco | PA        |         |
| Les données manquantes sont à compléter. |         |                      |           |         |

## Démographie
| 1991 | 1996 | 2001 | 2004 | 2006 | 2007 | 2008 | 2009 | 2010 |
| ---- | ---- | ---- | ---- | ---- | ---- | ---- | ---- | ---- |
| 383  | 356  | 337  | 330  | 342  | 333  | 328  | 333  | 340  |

| 2011 | - | - | - | - | - | - | - | - |
| ---- | - | - | - | - | - | - | - | - |
| 336  | - | - | - | - | - | - | - | - |